# Farmeria
Farmeria là một chi thực vật có hoa trong họ Podostemaceae.

## Loài
Chi Farmeria gồm các loài: